# Ludwig Rohbock

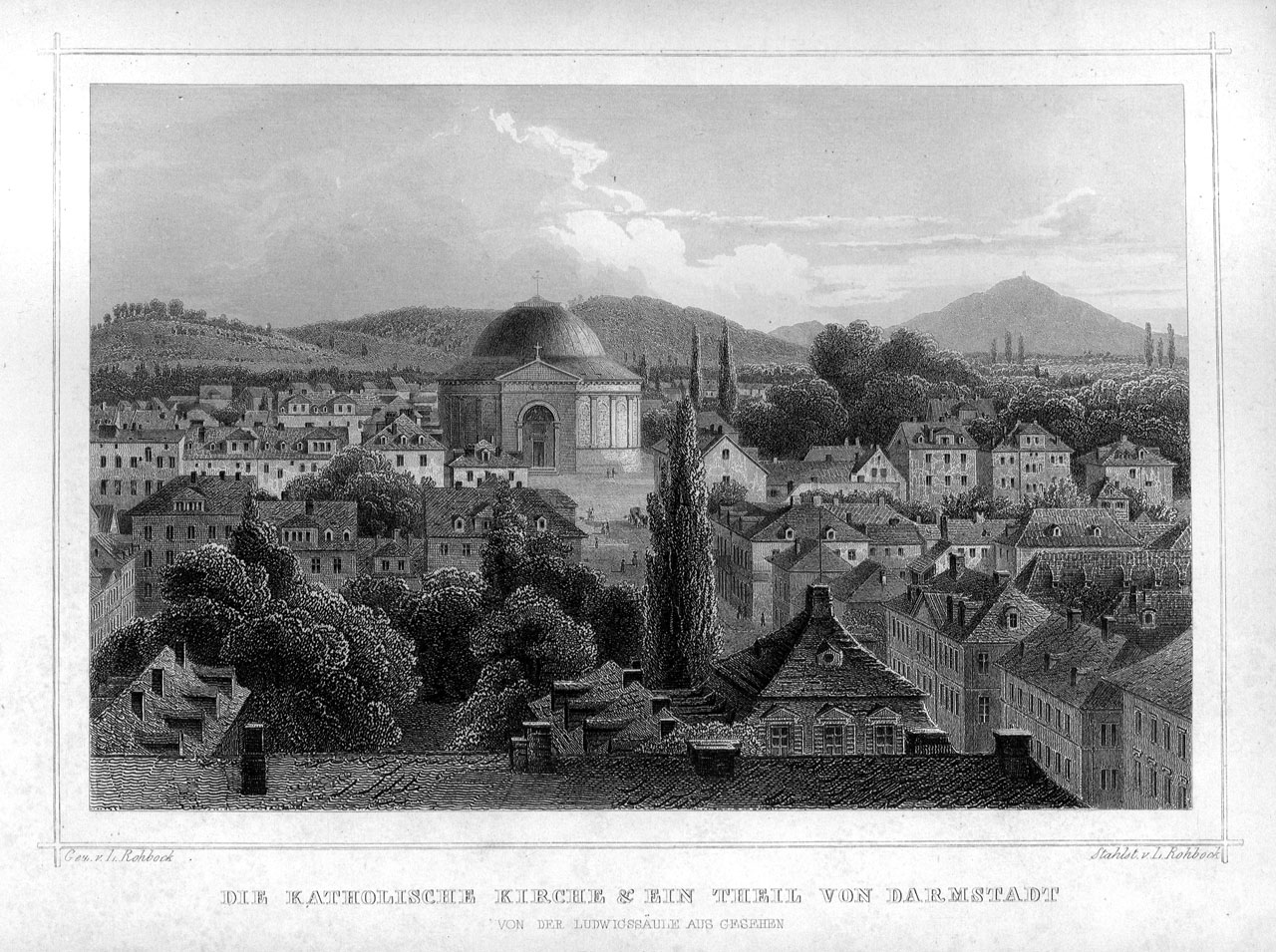
Darmstadt, gezeichnet und gestochen von Rohbock, um 1849

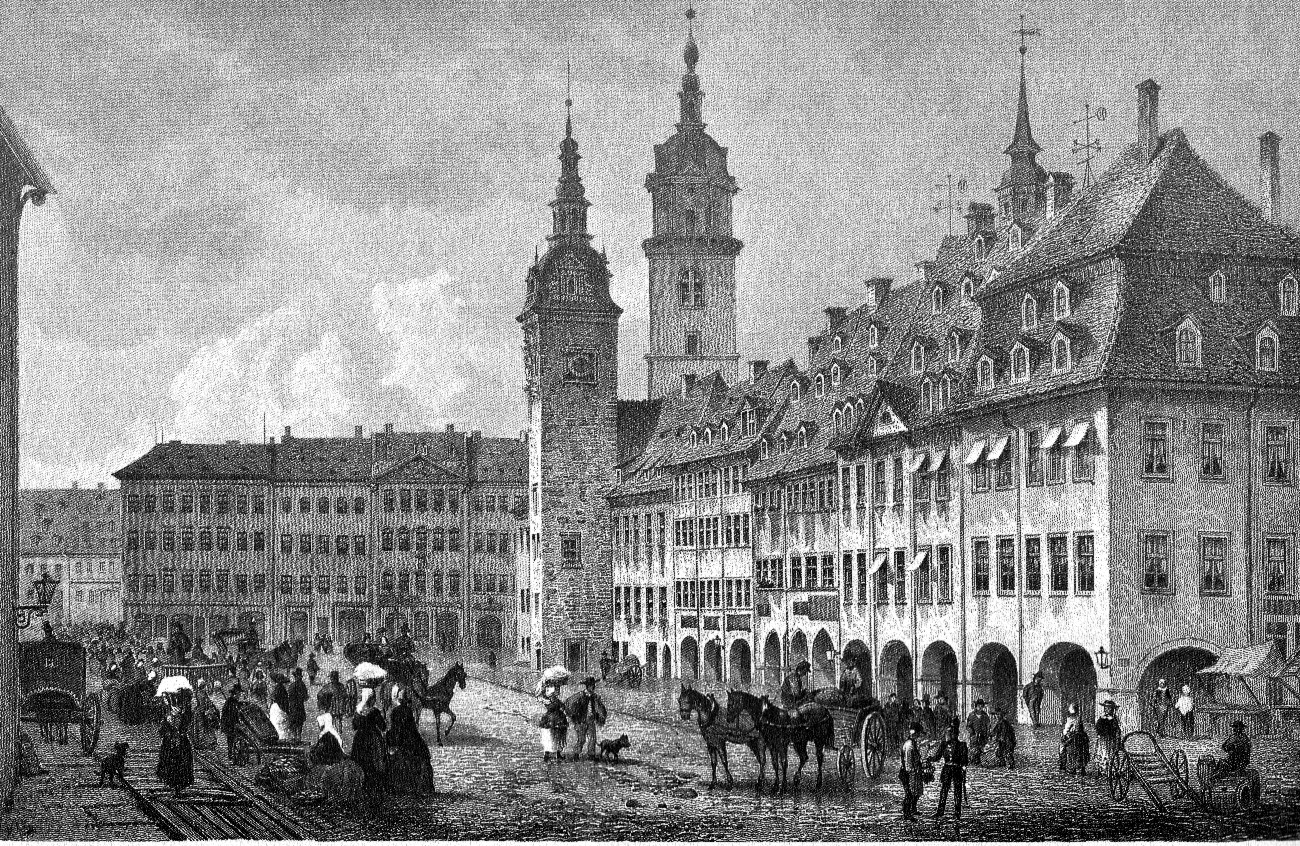
Ludwig Rohbock, Ansicht des Chemnitzer Marktplatzes um 1850

Ludwig Rohbock (* 30. März 1824 im Sulzbach bei Nürnberg; † 12. Januar 1893 in München) war ein deutscher Landschafts- und Architekturzeichner und Stahlstecher.

## Leben
Rohbock wurde auf die Namen Balthasar Josef Ludwig getauft, er blieb zeitlebens unverheiratet. Er arbeitete als Stahlstecher, Maler und Landschaftszeichner zunächst in Nürnberg, bevor er 1888 als freischaffender Maler und aufgrund einer Krankheit nach München umzog.
Zudem reiste Rohbock durch Deutschland, Österreich, die Schweiz, Ungarn und Siebenbürgen und fertigte dabei zahlreiche Zeichnungen an, von denen er später Stahlstiche fertigte. Zeichnungen insbesondere deutscher und schweizerischer Städte und Landschaften dienten als Vorlage für weit verbreitete Stahlstiche und wurden teilweise von Johann Poppel gestochen.
Rohbock zeichnete auch Stahlstichfolgen mit Ansichten aus dem Harz (1853), vom Rhein (1855) und aus Ungarn und Siebenbürgen (1857). Nach seinen Zeichnungen erschienen um 1875 Chromolithografien mit Ansichten aus dem Berner Oberland. Etwa 1855 zeichnete er eine Serie von Donauveduten, die er selbst in Stahl stach.

## Werke
- Ludwig Rellstab: Berlin und seine nächsten Umgebungen in malerischen Originalansichten. Historisch-topographisch beschr. von Ludwig Rellstab. Gez. von Ludwig Rohbock, Stahlstiche von Johann Gabriel Friedrich Poppel. Lange, Darmstadt 1854.
- Ludwig Rohbock: Das Königreich Sachsen, Thüringen und Anhalt: dargestellt in malerischen Original-Ansichten ihrer interessantesten Gegenden, Städte, Badeorte, Kirchen, Burgen und sonstigen ausgezeichneten Baudenkmäler alter und neuer Zeit; nach der Natur aufgenommen; in Stahl gestochen von den ausgezeichnetsten Künstlern unserer Zeit; mit historisch-topographischem Text. Lange, Darmstadt 1862.
- Gemeinsam mit János Hunfalvy: Ungarn und Siebenbürgen in malerischen Original-Ansichten. Gustav Georg Lange, Darmstadt 1863 (1. Sektion: Ungarn: babel.hathitrust.org) 1864 (2. Sektion: Siebenbürgen: babel.hathitrust.org).